# Into You (album)
Into You – pierwszy album alternatywno-metalowego zespołu Headspace i jeden z dwóch wydanych przed zmianą nazwy grupy na Pulse Ultra. Płyta została wydana samodzielnie w 1998 roku. Jest to jedyny album zespołu, w produkcji którego uczestniczył wokalista Claudio Dongarra.

## Lista utworów
1. "1972 (Intro)" - 0:55
2. "Pick Up & Run" – 4:01
3. "Contemplating" - 4:15
4. "Drowned" - 3:58
5. "Falling" - 3:14
6. "Wailer (Interlude)" - 2:20
7. "Preacher" - 3:41
8. "Into You" - 4:29
9. "Beneath The" - 5:08

## Twórcy
- Claudio Dongarra - teksty, wokal
- Dominic Cifarelli - gitara
- Jeff Feldman - gitara basowa
- Maxx Zinno - perkusja